# إليزابيث أرمسترونغ
إليزابيث أرمسترونغ (بالإنجليزية: Elizabeth Armstrong)‏ هي لاعبة كرة الماء أمريكية، ولدت في 31 يناير 1983 في آن آربر في الولايات المتحدة.

## وصلات خارجية
- إليزابيث أرمسترونغ على موقع الاتحاد الدولي للسباحة (الإنجليزية)
- إليزابيث أرمسترونغ على موقع قاعة مشاهير السباحة الأمريكية (الإنجليزية)
- إليزابيث أرمسترونغ على موقع اللجنة الأولمبية الدولية (الإنجليزية)
- إليزابيث أرمسترونغ على موقع أوليمبيديا (الإنجليزية)
- إليزابيث أرمسترونغ على موقع اللجنة الأولمبية والبارالمبية الأمريكية (الإنجليزية)